# Oak Island (Texas)
Pour les articles homonymes, voir Oak Island (Caroline du Nord) et Île Oak.
Oak Island est une census-designated place située dans le comté de Chambers, dans l’État du Texas, aux États-Unis. Sa population s’élevait à 371 habitants lors du recensement de 2020.